# Gustaf de Laval

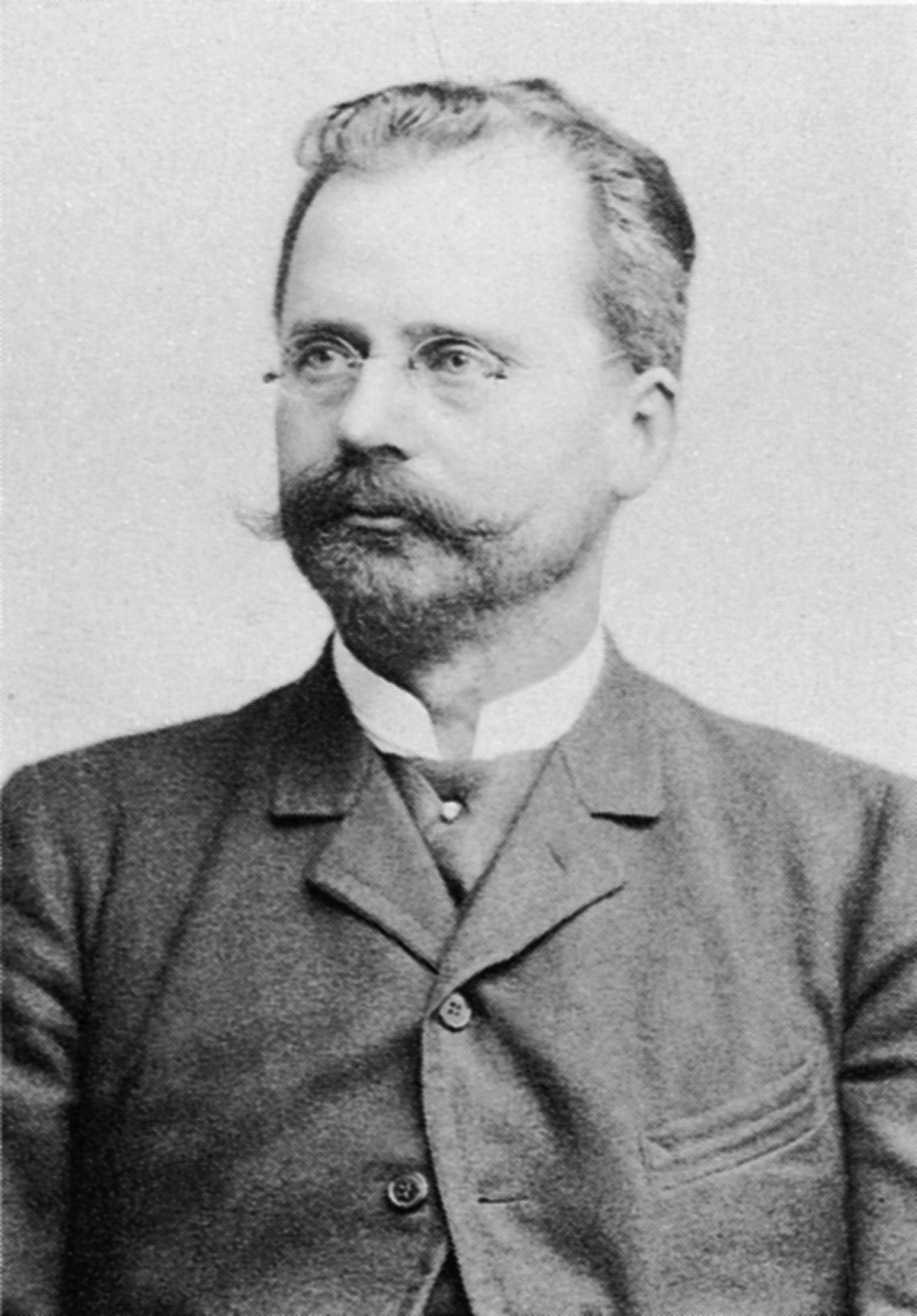
Gustaf de Laval

Carl Gustaf Patrik de Laval (ur. 9 maja 1845 w Orsie, zm. 2 lutego 1913 w Sztokholmie) – szwedzki inżynier, konstruktor, wynalazca i przemysłowiec. W 1878 założył firmę Alfa Laval. Wynalazł m.in. pierwszą na świecie wirówkę do mleka oraz dyszę de Lavala.